# Здеслав
Зде́слав (хорв. Zdeslav, умер в 879 году) — князь Хорватии в 864 и в 878 — 879 годах.
Сын Трпимира I, основателя династии Трпимировичей.
После смерти Трпимира I в 864 году Здеслав занял княжеский престол, однако годом позже влиятельный хорватский вельможа Домагой из Книна поднял против князя мятеж, который закончился свержением Здеслава с трона. Здеслав и его братья Петар и Мунцимир бежали в Константинополь. Домагой стал правителем страны, а после его смерти правил его сын, имя которого неизвестно.
В 878 году с помощью Византии Здеслав сверг сына Домагоя и вернул себе титул князя Хорватии, признавая при этом над собой власть византийского императора Василия I.
В 879 году новый заговор, организованный родственником Домагоя Бранимиром, которого поддерживали недовольные усилением византийской власти над Хорватией, привёл к убийству Здеслава и воцарению Бранимира, который путём дистанцирования от Византии и союза с папским престолом добился для Хорватии фактической независимости.